# Amy Gumenick
Amy Jaclyn Gumenick (Hudiksvall, 17 maggio 1986) è un'attrice svedese naturalizzata statunitense.

## Biografia
Nata in Svezia da padre russo e madre polacca, si è laureata nel 2008 in teatro all'Università della California, Santa Barbara, coltivando fin da giovane la passione per la recitazione. Apparsa in film svedesi e americani, recita anche in numerose serie tv.

## Filmografia

### Cinema
- Sayonara Elviko, regia di Michael Duarte - cortometraggio (2005)
- Finding Nothing, regia di Mitch deQuilettes - cortometraggio (2009)
- Quitting, regia di Christina Wise - cortometraggio (2009)
- Just Add Water, regia di Derek Schoeni - cortometraggio (2009)
- America 101, regia di Richard Speight Jr. - cortometraggio (2013)
- Hard Crime, regia di Lee Ehlers (2014)
- The One, regia di Shaun Hart - cortometraggio (2014)
- The Binding, regia di Gus Krieger (2016)
- Bird Box, regia di Susanne Bier (2018)
- Sweet Dreams, regia di Aiden Cardei - cortometraggio (2021)

### Televisione
- Army Wives - Conflitti del cuore (Army Wives) – serie TV, episodi 2x19 (2008)
- My Own Worst Enemy: Conspiracy Theory – serie TV, 6 episodi (2008)
- How I Met Your Mother – serie TV, episodi 4x13 (2009)
- Greek - La confraternita (Greek) – serie TV, episodi 2x7-2x12 (2008-2009)
- Natalee Holloway, regia di Mikael Salomon – film TV (2009)
- Grey's Anatomy – serie TV, episodi 5x22 (2009)
- Ghost Whisperer - Presenze (Ghost Whisperer) – serie TV, episodi 5x2 (2009)
- Bones – serie TV, episodi 5x4 (2009)
- Supernatural – serie TV, episodi 4x3-5x13 (2008-2010)
- Castle – serie TV, episodi 2x16 (2010)
- No Ordinary Family – serie TV, episodi 1x5 (2010)
- Giustizia per Natalee (Justice for Natalee Holloway), regia di Stephen Kay – film TV (2011)
- The Glades – serie TV, episodi 2x6 (2011)
- The Closer – serie TV, episodi 7x3 (2011)
- Grimm – serie TV, episodi 1x2 (2011)
- CSI: Miami – serie TV, episodi 10x12 (2012)
- CSI: NY – serie TV, episodi 9x16 (2013)
- Le regole dell'amore (Rules of Engagement) – serie TV, episodi 7x3 (2013)
- NCIS - Unità anticrimine (NCIS: Naval Criminal Investigative Service) – serie TV, episodi 14x2 (2016)
- Turn: Washington's Spies (Turn) – serie TV, 11 episodi (2014-2017)
- Falling for Angels – serie TV, episodi 1x4-1x6 (2018)
- False Profits, regia di J. Miller Tobin – film TV (2018)
- Arrow – serie TV, 7 episodi (2014-2019)
- Criminal Minds – serie TV, episodio 17x07 (2024)

## Doppiatrici italiane
Nelle versioni in italiano delle opere in cui ha recitato, Amy Gumenick è stato doppiato da:
- Alessia Amendola in Ghost Whisperer - Presenze,[1] Supernatural[2]
- Chiara Gioncardi in Grey's Anatomy[3]
- Francesca Manicone in Castle[4]
- Angela Brusa in The Glades[5]
- Jolanda Granato in The Closer[6]
- Monica Vulcano in CSI: Miami[7]
- Emanuela D'Amico in CSI: NY[8]
- Micaela Incitti in NCIS - Unità anticrimine[9]
- Valentina Favazza in Criminal Minds: Evolution[10]